# Op het puin
Op het puin was een openluchtspel in Arnhem dat op 11, 13 en 14 mei 1946 werd uitgevoerd op en voor de ruïne van de Grote of Eusebiuskerk door drie koren, de Arnhemse Orkestvereniging en ruim 500 jongeren uit Arnhem. Het oorspronkelijke plan om het spel op de eerste bevrijdingsfeesten van 5 mei 1946 uit te voeren als bevrijdingsspel bleek niet haalbaar. In het spel werd de opkomst van een dictatuur voorgesteld en hoe de dictator de bevolking hierin meekrijgt, de daaropvolgende Vrede en een oproep aan jongeren om mee te werken aan de Wederopbouw van de stad.

## Voorgeschiedenis
Tijdens de Slag om Arnhem in september 1944 moest de bevolking van Arnhem evacueren. Nadat de evacuatie van Arnhem was voltooid werd de stad systematisch geplunderd. De bevolking mocht niet terugkeren tot Britse en Canadese legereenheden de bezetter verjoegen tijdens de tweede Slag om Arnhem op 17 en 18 april 1945. Vanaf mei 1945 konden de Arnhemse inwoners terugkeren, de gemeente wilde dit gecontroleerd in fasen laten gebeuren, onder andere om uitbraak van ziektes te voorkomen. Eind 1945 waren de meeste bewoners teruggekeerd. Een groot deel van de stad was beschadigd, en een deel van de woonhuizen was onbewoonbaar. De stad moest opnieuw worden opgebouwd.

## Nederlands volksherstel afdeling Arnhem
De afdeling Arnhem van Nederlands volksherstel had een grote taak te vervullen in de beschadigde en geplunderde stad. Nederlands Volksherstel wilde niet alleen materiële nood lenigen maar ook de sociale ontreddering en morele verwildering tegengaan die tijdens de oorlog was ontstaan.

### Centrale Arnhemse Jeugdraad
De Centrale Arnhemse Jeugdraad verzamelde als onderdeel van de afdeling Arnhem alle jongerenorganisaties van de stad onder één koepel. Bij het opheffen van Nederlands Volksherstel in 1948 werden bij de Arnhemse afdeling 15 jongerenorganisaties genoemd. Dominee Gerrit Jan Hoenderdaal, die het herstel van het culturele leven in Arnhem wilde bevorderen, was hoofd van de Centrale Arnhemse Jeugdraad.

### Rode Kruis afdeling Arnhem
De Arnhemse afdeling van het Rode Kruis viel onder Nederlands Volksherstel, dit was niet bij alle plaatselijke afdelingen in Nederland het geval. De Hulpactie Rode Kruis (H.A.R.K.) is de vorm waarin het Rode Kruis specifiek voor de oorlogsschade in Nederland (ook van Arnhem) vanaf 1945 nationaal en internationaal hulpgoederen inzamelde, zoals vensterglas, keukengerei en kachels. In 1945 kwam er vanuit Amsterdam naast deze officiële hulpinzamelingen een spontane hulpactie op gang: Amsterdam Helpt Arnhem (A.H.A.). Vanaf de start in 1945 werkte deze actie samen met Nederlands Volksherstel, en in 1946 ging deze hulpactie op in de H.A.R.K.

## Creatief team van het openluchtspel

### Meia Kaas-Albarda
Meia Albarda (1907-1983) kwam in 1936 naar Arnhem, waar haar man Andries Kaas als psychiater verbonden was aan sanatorium Koningsheide te Schaarsbergen. Meia Albarda, dochter van minister Willem Albarda, was lerares Frans. Vanaf haar gymnasiumtijd in Den Haag speelde zij toneel en schreef ook zelf toneelteksten. Begin 1944 werd haar man opgepakt en Meia moest met haar twee kinderen evacueren in september 1944. Na de oorlog nam zij haar werk op als lerares Frans in Arnhem. Vanuit de Centrale Arnhemse Jeugdraad werd zij gevraagd een openluchtspel te schrijven.

### Abraham van der Vies
Regisseur Abraham van der Vies (1899-1961) was opgeleid als danser en regisseur. Vanaf 1928 regisseerde hij onder andere lekenspelen bij lustra van studentenverenigingen. Hij richtte ook zelf theatergezelschappen op. Tijdens de oorlog weigerde hij het lidmaatschap van de Nederlandsche Kultuurkamer, waardoor hij geen werk meer kon krijgen. Na de oorlog begon hij opera's te regisseren. In april en mei 1946 bereidde hij de voorstellingen voor van de opera's Fidelio van Ludwig van Beethoven, Iphigenie an Tauride van Christoph Willibald Gluck en het openluchtspel Op het puin. Dit betekende dat hij voor de repetities van Op het puin een week lang dagelijks heen en weer moest reizen tussen het westen van Nederland en Arnhem.

### Robert de Roos
Componist Robert de Roos (1907-1976) uit Den Haag werd als laatste betrokken bij het openluchtspel. Regisseur Abraham van der Vies was bevriend met Robert de Roos en werkte regelmatig met hem samen, de eerste keer met het werk Advent uit 1929. Robert de Roos componeerde altijd naast een vaste baan die hij had. In 1946 werkte hij bij Ten Hagen's Drukkerij en Uitgeversmaatschappij NV in Den Haag aan het tijdschrift Cobouw tot zijn aanstelling als cultureel attaché te Parijs in september 1946. Abraham van der Vies wist dat de componist snel werkt. Aan het eind van de partituur van Op het puin gaf hij aan dat hij er van 21-29 april 1946 aan heeft gewerkt.

## Het openluchtspel
Op het programmaboekje voor Op het puin, dat alle medewerkenden kregen, werd het spel een Openluchtspel genoemd. De gebruikelijke aanduiding is lekenspel, een populaire vorm van theater in de eerste helft van de 20e eeuw. Oorspronkelijk zou het spel worden uitgevoerd op de Sonsbeekweide van Park Sonsbeek te Arnhem. Bij de eerste vergadering met de schrijfster en de regisseur werd echter duidelijk dat de ruïne van de Sint Eusebiuskerk in het centrum van de stad zowel dramatisch als inhoudelijk een geschiktere plek is en werd ook gekozen voor de titel Op het puin.

### Lekenspel in de 20e eeuw
Vanaf de jaren '20 van de 20e eeuw werden lekenspelen populair. Een lekenspel is een theateruitvoering bedoeld om door amateurs te worden uitgevoerd en werden vaak uitgevoerd naar aanleiding van een bepaalde gelegenheid, zoals jubilea van studentenverenigingen. De uitvoeringen werden vaak in opdracht van religieuze of politieke jongerenorganisaties geschreven. Zowel Abraham van der Vies als Robert de Roos hadden ervaring met deze vorm van theater. Het oratorium Advent uit 1929, in feite een lekenspel en gemaakt in opdracht van de Vrijzinnig Christelijke Jeugd Centrale, was de eerste samenwerking van regisseur Abraham van der Vies met componist Robert de Roos.

### Bezetting van het spel
Het spel was speciaal geschreven voor de jongerenorganisaties die vielen onder de Centrale Arnhemse Jeugdraad. Dit betekende dat ruim 500 jongeren het theatergedeelte van het toneelspel uitvoerde.Het muzikale gedeelte was geschreven voor spreekstem, mannen-, vrouwen- en jongenskoor en een symfonie-orkest. In 1946 werkten drie Arnhemse koren mee aan de uitvoering: het ENKA mannenkoor, bestaande uit werknemers van de ENKA, het Paasberg vrouwenkoor en het St. Joseph jongenskoor, van de Sint Josephkerk te Arnhem.Van de Arnhemse Orkest Vereniging, vanaf 1949 Het Gelders Orkest, werd in de compositie Op het puin alleen gebruik gemaakt van de blaas- en slaginstrumenten. Van de strijkinstrumenten werden alleen contrabassen ingezet. Enkele beroepsacteurs speelden de hoofdrollen en de spreekstem. Ook voor enkele andere rollen binnen het stuk werden volwassenen ingezet.

### Opbouw van het spel
Op het puin bestond uit drie scenes, een proloog en een epiloog.
In de proloog wordt uitgelegd dat het verleden door iedereen is opgebouwd, en dat na een vreselijke nacht van vuur en dood (de oorlog) een nieuwe toekomst door iedereen moet worden opgebouwd.
Scene 1: Vervolgens komt de Dictator op met een kleine groep. Hij roept het volk op zich te verenigen tot één volk en één land en met macht, dat wordt bestuurd door de dictator zelf. Terwijl hij het volk samenbrengt onder deze leus worden groepen uit de bevolking weggevoerd en tegenstanders omgebracht. De Dictator wil over de hele wereld zijn macht uitoefenen, de oorlog breekt uit en de stad gaat in vlammen op.
Scene 2: De Vrede komt op als vrouw met bebloede voeten, symbool voor de oorlog waaruit zij is ontstaan. Zij draagt de vlam van liefde en hoop bij zich, die tijdens de oorlog brandend is gehouden. De jongeren herdenken de doden, een enorm kruis wordt opgeheven achter een groot raam van de Eusebiuskerk, een bloemenkrans wordt neergelegd met de vlam van hoop en liefde. Er wordt een indrukwekkend Requiem gezongen. De doden willen echter niet herdacht worden: zij willen dat de jongeren op de goed leven.
Scene 3: De vrede is kwetsbaar: de moedelozen worden moed ingesproken en iedereen moet waakzaam zijn voor de dreigende wapenwedloop. Een man en vrouw geven aan dat het de plicht van iedereen is om een goede wereld op te bouwen. Het imposante Lied van de Arbeid wordt door een jongeman gezongen die opkomt vanuit de ruïne van de Eusebiuskerk roept jongeren op tot herstel en opbouw van de wereld.
Een enorme witte Vlag van de Vrede wordt gehesen tijdens de epiloog waarbij de verteller iedereen voorhoudt dat Vrede door arbeid en Arbeid door vrede de basis zijn van de wederopbouw.

## Uitvoeringen
Omdat de geluidsinstallatie uitviel voordat de generale repetitie op 11 mei kon beginnen werd de eerste uitvoering die avond gezien als generale repetitie. De officiële première was op maandag 13 mei 1945, in aanwezigheid van prinses Juliana, prins Bernhard, enkele andere hoogwaardigheidsbekleders, 6000 toeschouwers en grote hoeveelheden regen. De derde en laatste uitvoering was op 14 mei 1946.
In 1994, 50 jaar na de Slag om Arnhem, probeerde de Arnhemse journalist John Frequin een reprise van Op het puin te organiseren. Daarbij werd uitsluitend het klavieruittreksel en de toneeltekst teruggevonden en probeerde men een uitvoering op het orgel van de Eusebiuskerk te realiseren.

### Recensies
De uitvoeringen trokken landelijk de aandacht. J. Kasander roemde in De Schouw de oprechte, eerlijke maar niet-literaire tekst, de boeiende regie en de weinige maar doeltreffende rekwisieten. Gerrit Kouwenaar beschreef in de Waarheid de vaak lelijke teksten, de saaie voordracht en de matige regie van met name de massa-scenes. In de meeste recensies werd de indrukwekkende plek middenin het verwoeste Arnhem en de muziek van Robert de Roos als sterke punten van dit lekenspel genoemd.